# Hrabstwo Kent (Michigan)
Kent – hrabstwo w stanie Michigan w USA. Siedzibą hrabstwa jest Grand Rapids.
Nazwa hrabstwa pochodzi od amerykańskiego prawnika Jamesa Kenta, który popierał Terytorium Michigan w sporze o strefę Toledo ze stanem Ohio.

## Miasta
- Cedar Springs
- East Grand Rapids
- Grand Rapids
- Grandville
- Kentwood
- Lowell
- Rockford
- Walker
- Wyoming

## Wioski
- Caledonia
- Casnovia
- Kent City
- Sand Lake
- Sparta

## CDP
- Byron Center
- Comstock Park
- Cutlerville
- Forest Hills
- Northview

## Hrabstwo Kent graniczy z następującymi hrabstwami
- północ – hrabstwo Newaygo
- północny wschód – hrabstwo Montcalm
- wschód – hrabstwo Ionia
- południowy wschód – hrabstwo Barry
- południowy zachód – hrabstwo Allegan
- zachód – hrabstwo Ottawa
- północny zachód – hrabstwo Muskegon